# Mirapina atlantská
Mirapina atlantská (Mirapinna esau) je hlubokomořská ryba. Rodový název pochází ze slov mirus (úžasný) a pinna (trn), druhový název je odvozen z biblické postavy Ezaua.
První exemplář byl uloven v Atlantském oceánu severně od Azor. Mirapina atlantská žije v hloubce do 2200 metrů a živí se klanonožci.
Tělo je protáhlé a dosahuje délky 5,5 cm. Je pokryto výrůstky opatřenými žlázami, které připomínají srst. O jejich funkci se vedou spory, mohou sloužit k obraně či k vnímání mechanických a chemických podnětů. Ryba nemá plynový měchýř.
Dospělí jedinci byli v roce 1989 popsáni pod názvem Procetichthys kreffti, teprve v roce 2008 se zjistilo, že jde o stejný druh.
Vzorec ploutví je hřbetní 0/14, řitní 0/13.